# Takuma Yokota
Takuma Yokota, noto anche con lo pseudonimo di YOKO (横田卓馬?, Yokota Takuma; Hamamatsu, 17 aprile 1986), è un fumettista giapponese.

## Biografia
Per un anno e mezzo ha collaborato con Hiroshi Shiibashi per la realizzazione del manga I signori dei mostri (ぬらりひょんの孫?, Nurarihyon no mago).

## Opere
- Molester Man (痴漢男, 2004)
- Tsunbaka (つんばか, 2007)
- Onani Master Kurosawa (オナニーマスター黒沢, con Katsura Ise, 2007-2008)
- Senka ni Saku (戦下に咲く, 2009)
- Tensei Henshin DX Dragon Shaft (転生変身DXドラゴンシャフト, 2011)
- Sentou Hakai Gakuen Dangerous (战斗破坏学园DANGEROUS, con Kyōsuke Kagami, 2011-2015)
- Koganeiro (こがねいろ, 2012)
- Natsu to Mikoshi to Kyodai Kaijuu (夏と神輿と巨大怪獣, con Manabu Yashiro, 2013-2014)
- Kemono no Joou (獣の女王, 2014)
- Sesuji wo Pin! to - Shikakou Kyougi Dance-bu e Youkoso (背すじをピン!と〜鹿高競技ダンス部へようこそ〜, 2015-2017)
- Shudan! (シューダン, 2017-2018)
- Subete no Jinrui wo Hakai Suru. Sorera wa Saisei Dekinai. (すべての人類を破壊する。それらは再生できない。, con Katsura Ise, 2018-2025)
- Dangerous 1969 (ダンゲロス1969, con Kyōsuke Kagami, 2018-in corso)
- Ponkotsu Fūkiin to Skirt Take ga Futekisetsu na JK no Hanashi (ポンコツ風紀委員とスカート丈が不適切なJKの話, 2019-in corso)

## Riconoscimenti
- Menzione d'onore nella 29ª edizione del JUMP Treasure Newcomer's Manga Award (2009) con Senka ni Saku[1][2]
- Next Manga Award nella sezione "Serie stampate" (2016) con Sesuji wo Pin! to - Shikakou Kyougi Dance-bu e Youkoso[3]